# Raio Negro (DC Comics)
Raio Negro (Black Lightning no original) é um super-herói negro pertencente a editora estadunidense DC Comics, com poderes elétricos criado por Tony Isabella e Trevor Von Eden.

## História
Jeff Pierce cresceu no Beco do Suicídio. Seu pai foi morto acidentalmente durante uma ação da máfia local, fazendo Jeff e a mãe passarem por maus momentos. Crescendo, ele se pós nos estudos e no atletismo, com uma aptidão para o inglês e poesia. 
Aos 18 anos, Jeff conseguiu ir às Olimpíadas, ganhando fama na mídia que ressaltava sua origem humilde no Beco. Durante o período em que ficou longe do cortiço, o jovem se casou com Lynn Stewart, vindo, mais tarde a se divorciar. Lynn se desapontou com o marido por não ser o líder comunitário que ela imaginava. Ele parecia só se preocupar em sair do gueto.
Voltando para o Beco para o funeral de sua mãe, o rapaz ficou triste ao ver que nada tinha mudado. Decidiu arrumar um emprego na sua antiga escola secundária. Durante uma visita ao prédio, junto com o diretor, Jeff topou com uma trocador de substâncias ilicitas, num dos corredores da escola. Furioso, ele bateu no rapaz e ordenou-o que se apresentasse na enfermeira da escola. Tobias Whale, líder dos 100, ordenou que os seus rapazes socassem o estudante, Earl Clifford. Eles pretendiam só assustar o rapaz, mas, acidentalmente foi morto pelo carro deles. Eles penduraram o corpo no aro de basquete da escola. Local onde Jeff poderia ver o que acontecia com quem se metia com os 100. O irmão de Pete Gambi, Paul, também estava no negócio de costura… isto é, no negócio de criar uniformes e acessórios para o supervilões de Central City. Pete obteve um cinto com um dispositivo que dava poderes elétricos à seu uniforme. Ele então criou um uniforme azul com raios. Uma combinação de capacete (simulando cabelo) e máscara ajudou proteger a identidade de Jeff. Nascia então o Raio Negro, que começou a aterrorizar os valentões do Beco. Whale contrata diversos especialistas para se livrar do novo herói. Merlyn, o arqueiro, o Cyclotronico e Syonide tentam, mas foi Syonide quem finalmente capturou o justiceiro com um dardo paralisante.
Syonide destrói o cinto gerador de Jeff antes dos 100 e o pendurarem em uma parede ao lado do Peter Gambi, que havia sido seqüestrado. Whale chama todos os líderes das 100 filiais diferentes e ordena a Syonide que matasse Raio na frente de todos eles. Tobias irritou-se com a recusa de Syonide e se retirou do local. Raio conseguiu livrar os dois, e em seguida, procurou dois os agentes contratados de Whale que o conduziram até uma arena. Circulando pelo local, o herói foi avistado por Syonide, que atirou contra ele. Pete saltou na sua frente e recebeu a bala que seria sua. O corpo de Raio Negro começou a crepitar com eletricidade apesar de estar sem o cinto energético. Seu poder havia sido incorporado, talvez devido à ativação de seu metagene durante este momento de alta tensão. Raio Negro, furioso, saltou em direção aos gângsteres e começou a lutar com dúzias deles. Ele passou pelos 100 e capturou Whale. Os 100 estavam quebrados. Mais tarde, alguns membros da Liga da Justiça, que estavam observando Jeff, ficaram impressionados com o seu poder, habilidade e determinação e acharam que deveriam convidá-lo para ingressar na equipe. Flash insistiu que Raio Negro deveria provar ser qualificado para entrar na equipe, e assim eles decidiram submetê-lo a um teste de iniciação. Os membros da LJA o atacaram disfarçando-se de vilões. O calouro passou por todos os testes,inclusive um que avaliou se ele tiraria a vida de um inimigo. Mas quando a LJA revelou suas verdadeiras intenções e lhe convidou para entrar na Liga, ele pegou de surpresa, recusando.

## Outras Mídias
Televisão
- Por causa de uma disputa por direitos autorais entre a DC Comics e  Tony Isabella, a Hanna-Barbera criou Vulcão Negro para fazer parte dos Superamigos.[1]

- Raio Negro foi homenageado na série de desenho animado Super Choque, onde Virgil luta ao lado de "Soul Power", um herói aposentado com visual black power inspirado em Raio Negro. Também é homenageado no primeiro episódio, na cena em que Virgil está escolhendo um uniforme e ele veste o uniforme clássico de Raio/Vulcão Negro.
- Em Liga da Justiça Sem Limites, foi apresentado "Juice" na equipe "Ultimen", inspirado em Vulcão Negro. Estava previsto para o Raio Negro aparecer em Liga da Justiça Sem Limites, porém sua participação se limitou à revista oficial do desenho animado nos números 15 e 27[2][3]

- Raio Negro aparece no episódio  "Enter the Outsiders!" de Batman: The Brave and the Bold, dublado por Bumper Robinson. Ele parece ser o líder do trio composto por ele, Katana e Metamorpho. Raio Negro teve uma participação especial em "The Siege of Starro! Part One" (como um dos heróis sob o controle da mente de Starro). Ele reapareceu no teaser de "Requiem for a Scarlet Speedster!".

- Raio Negro aparece no curta "Thunder and Lightning" de DC Nation, dublado por Blair Underwood.

- Raio Negro aparece em Young Justice, dublado por Khary Payton. Em "Happy New Year", ele é mostrado como um membro da Liga da Justiça, cinco anos depois da primeira temporada. Em  "Cornered" ele tenta remover o campo de força que Despero deixou no Salão da Justiça. Raio Negro e Super Choque lutam lado a lado.

- Um série de TV baseada no personagem, Raio Negro, está em sendo produzida pela The CW e está sendo exibida pela Netflix no Brasil.

Filmes
- LeVar Burton dublou de Raio Negro em sua única fala no filme de animação Superman/Batman: Public Enemies. Ele é um dos heróis que aceita trabalhar para Lex Luthor depois o vilão estar supostamente reformado e ser eleito presidente.

- Uma versão do Raio Negro conhecido como Black Power aparece como membro do Sindicato do Crime da América no filme de animação Justice League: Crisis on Two Earths. Um heroico Raio Negro também faz uma aparição, junto com Aquaman, Canário Negro, Nuclear e Tornado Vermelho, membros presumivelmente reservas da Liga da Justiça, embora o seu estatuto de membro real nunca é explicitamente indicado. Raio Negro, e os outros reservas, aparecer novamente após a batalha final como Batman sugere iniciar uma unidade de adesão. Enquanto Raio Negro não tem nenhuma fala, seus grunhidos são fornecidos por Cedric Yarbrough, que foi creditado apenas em seu papel como o Nuclear.

Vídeo games
- Bumper Robinson reprisou o papel de Raio Negro em Batman: The Brave and the Bold.

- Alexander Brandon  dublou Raio Negro em DC Universe Online.
- Raio Negro faz sua aparição em Injustice 2 como uma "skin" de Raiden, personagem de Mortal Kombat.[4]